# Prins Vilhelm, hertig av Cumberland

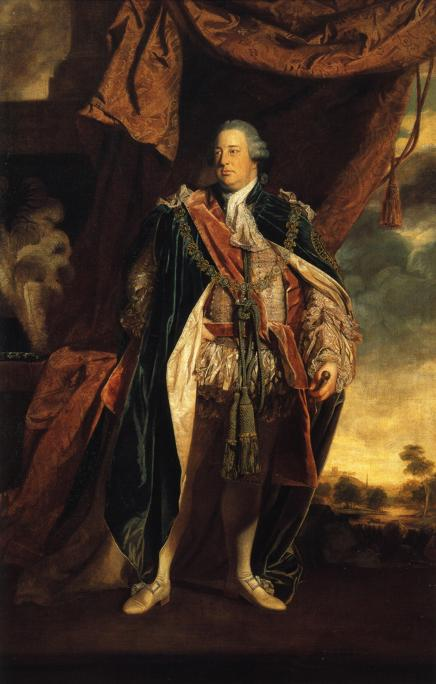
Prins Vilhelm August, hertig av Cumberland.

Vilhelm August, hertig av Cumberland (William Augustus), född 15 april 1721, död 31 oktober 1765, var en brittisk prins och militär. Han var son till Georg II av Storbritannien och Caroline av Ansbach.

## Biografi
Han erhöll 1726 titeln hertig av Cumberland och ingick efter en omsorgsfull uppfostran 1742 i armén, där han genast blev generalmajor. Han deltog i Österrikiska tronföljdskriget. I slaget vid Dettingen, 27 juni 1743, mellan engelsmän och österrikare å ena sidan, fransmän å den andra, anförde han de allierades vänstra flygel, blev svårt sårad och utnämndes som belöning för visad tapperhet, till generallöjtnant. År 1745 blev han generalkapten över den engelska armén och befälhavare över den förenade hären i Flandern med österrikiske fältmarskalken Königsegg som närmaste man. Cumberland försökte undsätta den av fransmännen belägrade staden Tournai, men blev besegrad av marskalk Moritz av Sachsen i slaget vid Fontenoy, i maj samma år.
Hösten samma år hemkallades Cumberland för att slå ned tronpretendenten Karl Edvard Stuarts uppror i Skottland. Hertigen ryckte i fält i november och vann 16 april 1746 segern vid Culloden. För de massakrer, som sedan följde, bar Cumberland en dryg del av ansvaret genom sin 17 april utfärdade order om att efterspana rebeller. Resultatet av denna skoningslösa hårdhet blev det skotska klanväsendets fullständiga krossande. 
Cumberland mottogs vid återkomsten till London med stora ärebetygelser. Bland annat fick han av parlamentet en ärftlig pension på 25000 pund sterling och tillägnades av Händel oratoriet "Judas Maccabeus", men hans grymhet i Skottland förskaffade honom snart bland folket öknamnet "slaktaren", och hans äldre broder, prinsen av Wales, underblåste indignationen mot den bland soldaterna mycket populäre prinsen, som misstänktes för äregiriga planer på kronan.
Cumberlands följande krigarbana gav honom inga lagrar. I 1747 års flandriska fälttåg hämmades han av brist på förråd och inbördes strider bland de allierade holländarna samt blev 2 juli av marskalken av Sachsen slagen vid Laffeld, då han försökte undsätta Maastricht. Efter freden i Aachen 1748 återvände Cumberland till England och ägnade sig åt hästavel. Han tog initiativet till de berömda kapplöpningarna vid Ascot. Hans impopularitet ökades genom stränga åtgärder för disciplinens förbättring i armén.
Efter sjuårskrigets utbrott övertog Cumberland befälet över den förenade armé, som skulle skydda Hannover. Av regeringens instruktioner blev han inskränkt i sin handlingsfrihet, och blev av Louis Charles d'Estrées överlägsna trupper besegrad i slaget vid Hastenbeck och tvingades i september 1757 ingå kapitulationen i Klosterzeven och utrymma Hannover. Överenskommelsen ogillades av kungen, och Cumberland drog sig åter tillbaka till privatlivet, men återvann mot slutet av sitt liv stora delar av sin förlorade popularitet.

## Hästuppfödare
Prins Vilhelm var även verksam som hästuppfödare, och födde bland annat upp fullblodshästen Herod, efter Tartar och under Cypron (efter Blaze). Herod var en av de tre stamfäderna till det moderna engelska fullblodet, tillsammans med Matchem och Eclipse, och var ansvarig för att hålla Byerley Turks blodslinje vid liv.